# Dubbo
Dubbo es una ciudad en la región centro-oeste de Nueva Gales del Sur, Australia. Es el mayor centro de población en la región Orana con una población de 30.574 según el censo de 2006, y sirve a una población estimado de captación de 130.000. Se encuentra ubicado en la intersección de las carreteras Mitchell, Newell y Golden. Dubbo está situado a unos 275 m sobre el nivel del mar, a 416 km al noroeste de la capital del estado, Sídney, y es una de las principales encrucijadas de Nueva Gales del Sur para el transporte de mercancías por carretera y ferrocarril al norte a Brisbane, al sur a Melbourne, al este a Sídney y Newcastle, y al oeste a Broken Hill y Adelaida.

## Historia
Hay evidencias de que ha estado habitado desde hace 40.000 años. 
John Oxley fue el primer europeo que informó sobre la zona ahora conocida como Dubbo en 1818. El primer colono permanente en la zona fue Robert Dulhunty, descrito como uno de los ciudadanos más ricos de la colonia de Australia en su momento. Existen registros de que se dio permiso en 1824 a granjeros para establecer grandes haciendas de ganado ovino y vacuno, pero estos no se mantuvieron. Dulhunty ocupó una propiedad, conocida como la estación Dubbo, desde comienzos de los años 1830; con la aprobación de la Squatting Act en 1836, consiguió una licencia sobre la propiedad.
En 1846, debido al gran número de colonos en la zona, el gobierno decidió establecer un juzgado, una comisaría de policía, un almacén y una taberna en la zona. El asentamiento fue reconocido como aldea en noviembre de 1849, con la primera venta de tierras en 1850. El crecimiento de la población fue lento hasta que la fiebre del oro de la década de 1860 trajo un aumento en el comercio Norte-Sur. El primer banco fue inaugurado en 1867. La ciudad se proclamó como municipio en 1872, cuando su población era de 850 personas. La llegada del ferrocarril en 1881 dio lugar a otro período de auge. Dubbo fue proclamada oficialmente como ciudad en 1966. 